# Vrapice
Vrapice (dříve Rapice) jsou vesnice, část statutárního města Kladno v okrese Kladno ve Středočeském kraji. V rámci města jde o jedno ze sedmi katastrálních území a jednu z 51 základních sídelních jednotek.
Vrapice se rozkládají v údolí Dřetovického potoka přibližně pět kilometrů severovýchodně od centra Kladna; jejich území sousedí na severu s obcí Cvrčovice, na východě s obcí Stehelčeves, na jihu s městem Buštěhrad a na západě s další kladenskou částí Dubí (k. ú. Dubí u Kladna). Na západní a jihozápadní straně jsou Vrapice obklopeny rozlehlým lesem. K Vrapicům náleží též samoty Ludmilin Důl a Vrapický Dvůr. Komunikační osu městské části představuje ulice Vrapická (tj. silnice II/101), spojující Kladno přes Stehelčeves s Kralupy nad Vltavou. Z ní ve Vrapicích odbočují tři vedlejší silnice do Cvrčovic, Buštěhradu a Brandýska. Zástavba, sestávající především z rodinných domků, se soustředí zejména podél zmíněné hlavní silnice na levé (severní) straně údolí; vedlejší osu osídlení pak na jihovýchodě kolem kostela tvoří ulice Dvorská (tj. silnice do Buštěhradu).

## Historie
Dějiny Vrapic tvoří dvě nesouvislá období - středověké a novověké, mezi nimiž sídlo na čas zaniklo. Ve středověku bývaly Vrapice vesnicí s farním kostelem sv. Mikuláše a tvrzí.
První písemná zmínka o vesnici pochází z roku 1320.
Poprvé se připomínají skrze jméno Čeňka z Vrapic (Chenco de Wrapicz) roku 1320. Koncem 14. a počátkem 15. století ves, spolu s dalšími majetky v okolí, drželi příslušníci zámožné pražské staroměstské rodiny Benešovců, kteří se později psali z Vrapic. V roce 1450 bylo okolí Vrapic těžce postiženo tažením Jiřího z Poděbrad proti buštěhradskému pánu Jindřichu Libštejnskému z Kolovrat, při němž zřejmě zaniklo několik vesnic na dnešním vrapickém katastru (Březsko, Kněžský Újezdec a Buštívek) a další v blízkém okolí (Újezd nad Kladnem, Močidlany či Královice). Koncem 15. století se Vrapice natrvalo staly součástí buštěhradského panství, tehdy ve vlastnictví Bezdružických z Kolovrat. K roku 1548 se vrapická tvrz uvádí jako pustá (později beze stopy zanikla). Z někdejší vsi zbyl jen kostel, který v pobělohorském období ponejvíce spravovali faráři z Lidic.
V roce 1632 se Anna Magdalena z Lobkovic, vdova po Janu Zbyňkovi Novohradském z Kolovrat, podruhé provdala za Julia Jindřicha, pozdějšího vévodu sasko-lauenburského. Panství roku 1666 zdědil jejich syn Julius František a 1689 vnučka Anna Marie Františka, pozdější velkovévodkyně toskánská. Po smrti posledně jmenované (1741) přešlo panství na bavorské Wittelsbachy.
Za bavorských kurfiřtů, ve druhé polovině 18. století, započalo ve Vrapicích dobývání kamenného uhlí, které se stalo významným zdrojem příjmů vrchnosti a obyvatelstvo okolních vsí, doposud živé především ze zemědělství, nacházelo nové možnosti zaměstnání. Hlavní kladenská sloj, ukloněná směrem k severozápadu, totiž vychází na den právě ve vrapické stráni, v okolí nynější vlakové zastávky. Zpočátku převládalo jednoduché dobývání povrchové, brzy však bylo přikročeno k vyspělejším hornickým postupům. Roku 1775 tak kupř. byla zaražena štola Josef, o tři roky později štola Gottfried (Bohumír). Vstupy do těchto, dodnes zčásti zachovalých děl, se nacházejí v zadních traktech domů při Vrapické ulici. Počátkem 80. let 18. století odtud bylo dodáváno uhlí na pálení cihel a vápna pro nově budovanou pevnost Terezín. V roce 1805 postoupil bavorský kurfiřt Maxmilián IV. Josef buštěhradské panství toskánské větvi rakouských Habsburků-Lotrinků.
Až do čtyřicátých let 19. století byly buštěhradské doly ve Vrapicích největším centrem těžby uhlí v českých zemích. Od roku 1847 byly soukromým majetkem císaře Ferdinanda V.
Jestliže už od sedmdesátých let 18. století stály ve vrapickém údolí provozní budovy dolů a vrchnostenských úřadů, v polovině 19. století došlo k rozvoji zástavby vybudováním tzv. Zippeho kolonie (nezaměňovat se stejnojmennou kolonií, která stávala poblíž dnešní železniční zastávky Kladno město) v letech 1851 až 1853, nejstarší hornické kolonie na Kladensku. V roce 1858 byla obnovena vrapická farnost, zaniklá za husitských válek, současně s tím postavena škola. Ve druhé polovině 19. století se těžiště dobývání uhlí přesunulo mimo Vrapice, které se tak postupně staly spíše obytným sídlem. Ve čtyřicátých letech 20. století byla těžba ve Vrapicích ještě nakrátko obnovena. Mezi Vrapicemi, Stehelčevsí a Buštěhradem byla od konce čtyřicátých do konce osmdesátých let postupně navršena tzv. Buštěhradská halda, obří úložiště hutní strusky a dalšího průmyslového odpadu.

## Obyvatelstvo
| Rok            | 1869 | 1880 | 1890 | 1900 | 1910 | 1921 | 1930 | 1950 | 1961 | 1970 | 1980 | 1991 | 2001 | 2011 | 2021 |
| -------------- | ---- | ---- | ---- | ---- | ---- | ---- | ---- | ---- | ---- | ---- | ---- | ---- | ---- | ---- | ---- |
| Počet obyvatel | 447  | 610  | 625  | 656  | 643  | 664  | 756  | 768  | 818  | 726  | 541  | 407  | 402  | 392  | 424  |
| Počet domů     | 35   | 49   | 52   | 53   | 52   | 52   | 98   | 106  | 106  | 129  | 109  | 122  | 110  | 108  | 130  |

## Obecní správa
Při sčítání lidu v letech 1850–1950 Vrapice byly osadou obce Stehelčeves, se kterým patřily nejprve do okresu Smíchov, ale od roku 1900 v okrese Kladno. Od 29. září 1950 je částí statutárního města Kladno ve stejnojmenném okrese.

## Doprava
Dopravní obslužnost v rámci kladenské MHD (provozovatel ČSAD Kladno) zajišťuje autobusová linka č. 604. Většina spojů této linky má obratiště v zastávce Dvorská, přímo u vrapického kostela, menší část jich obsluhuje též obce Stehelčeves a Dřetovice.
Při severozápadním okraji Vrapic prochází jednokolejná železniční trať Kralupy nad Vltavou – Kladno, zprovozněná roku 1855. Zdejší zastávka Kladno-Vrapice je jen málo využívaná a funguje v režimu na znamení. V minulosti, kdy nesla název Buštěhrad, však šlo o významný nákladní uzel, do něhož ústily (dnes dávno snesené) vlečky z řady blízkých uhelných dolů (Marie-Antonie, Vítek, Ferdinand).

## Hospodářství

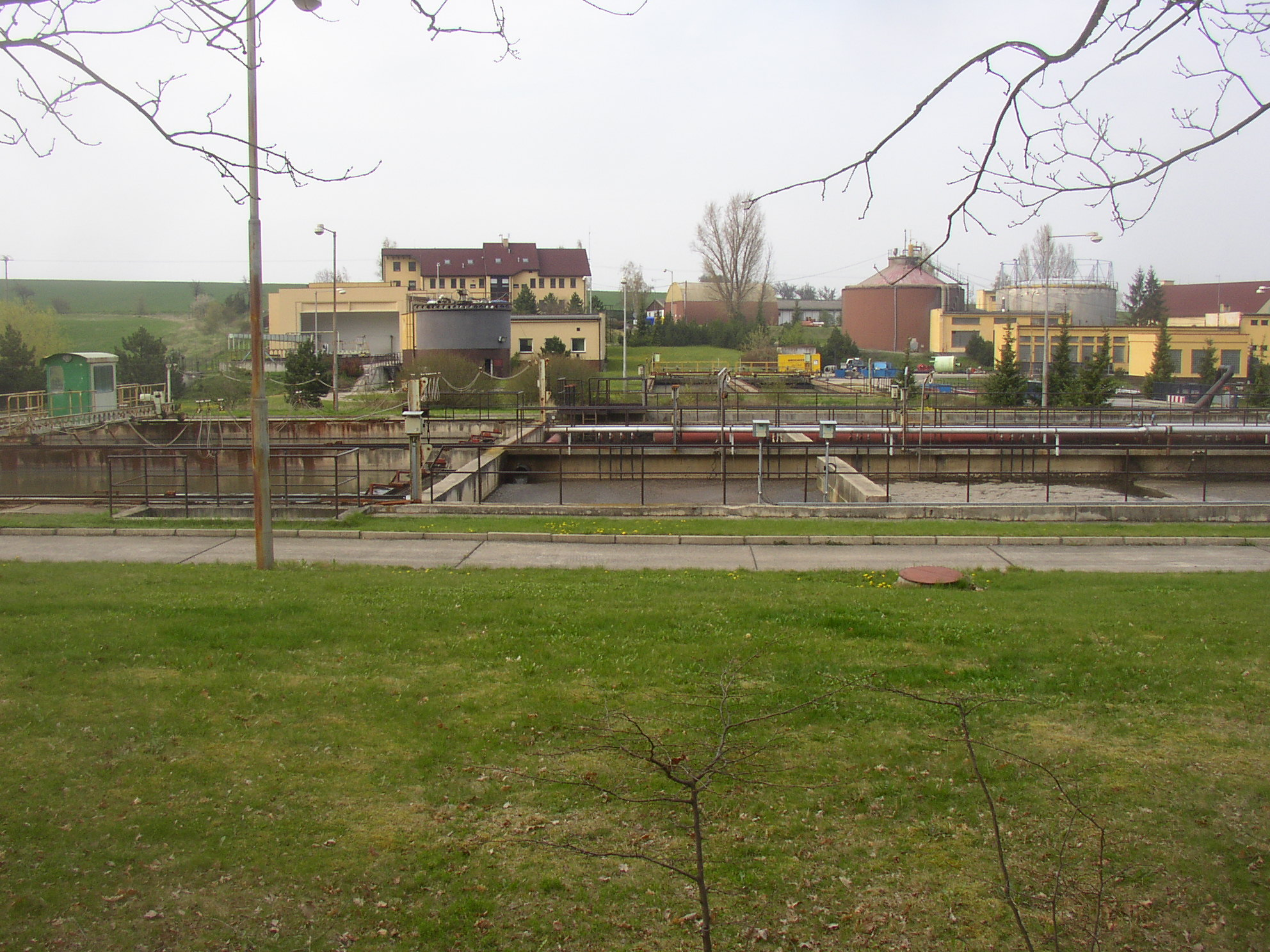
ČOV Kladno-Vrapice

Na východním okraji Vrapic je při Dřetovickém potoce situována hlavní kladenská čistírna odpadních vod společnosti Vodárny Kladno - Mělník. Jsou zde zpracovávány splašky z téměř celého města (vyjma Švermova, který má samostatnou čistírnu) v objemu kolem 4 milionů m³ ročně (4,34 v roce 2007 ).

## Školství
Ve Vrapicích sídlí Odborné učiliště a Praktická škola Kladno-Vrapice. Jde o veřejné odborné učiliště s řadou tříletých učebních oborů (kuchař, čalouník, sklenář, zedník, tesař, klempíř aj.).

## Pamětihodnosti
- Kostel svatého Mikuláše – nyní nejstarší kladenský kostel a jediná dochovaná stavba středověkých Vrapic. Jádrem kostela je románská rotunda z počátku 13. století, která dnes tvoří presbytář. Kolem roku 1400 byl kostelík goticky upraven a rozšířen o krátkou obdélnou loď, ta pak prodloužena při obnovení farnosti v roce 1858. Stavba nemá věž, pouze sanktusník, v sousedství stávala nedochovaná zvonice. Kostel je obklopen nepoužívaným a zpustlým hřbitovem, na němž se dochovalo několik náhrobků, povětšinou pseudogotického stylu. Mezi nimi se ssv. od kostela nalézá restaurovaný pomník pětici horníků, zahynuvších při nehodě těžní klece na šachtě Kateřina roku 1874. V ohradní zdi vedle vstupní brány je osazena pamětní deska důlnímu podnikateli Václavu Černému, jednomu z průkopníků dobývání uhlí na Kladensku. Současný vrapický hřbitov se nachází nedaleko kostela, na okraji lesa asi 150 metrů západním směrem.
- Vrapický dub – památný strom, přibližně 250letý dub letní, roste v sousedství novějšího hřbitova
- Přírodní památka Žraločí zuby – naleziště pravěkých fosilií v opuštěném buližníkovém lůmku v lese jihozápadně od Vrapic.
- Naučná stezka Po lesních cestách do historie dolování uhlí na Kladensku – V roce 2008 byla vyznačena zhruba 7 km dlouhá trasa od vrapického kostela na Čabárnu. NS obsahuje 14 zastavení, z nichž prvních osm se nachází na vrapickém katastru.
- Lávka přes Dřetovický potok – architektonicky oceňovaný pěší most postavený v roce 2019 do krajiny zakomponovaný i se sochou. Spojuje obec Vrapice se zdejším hřbitovem.

## Galerie

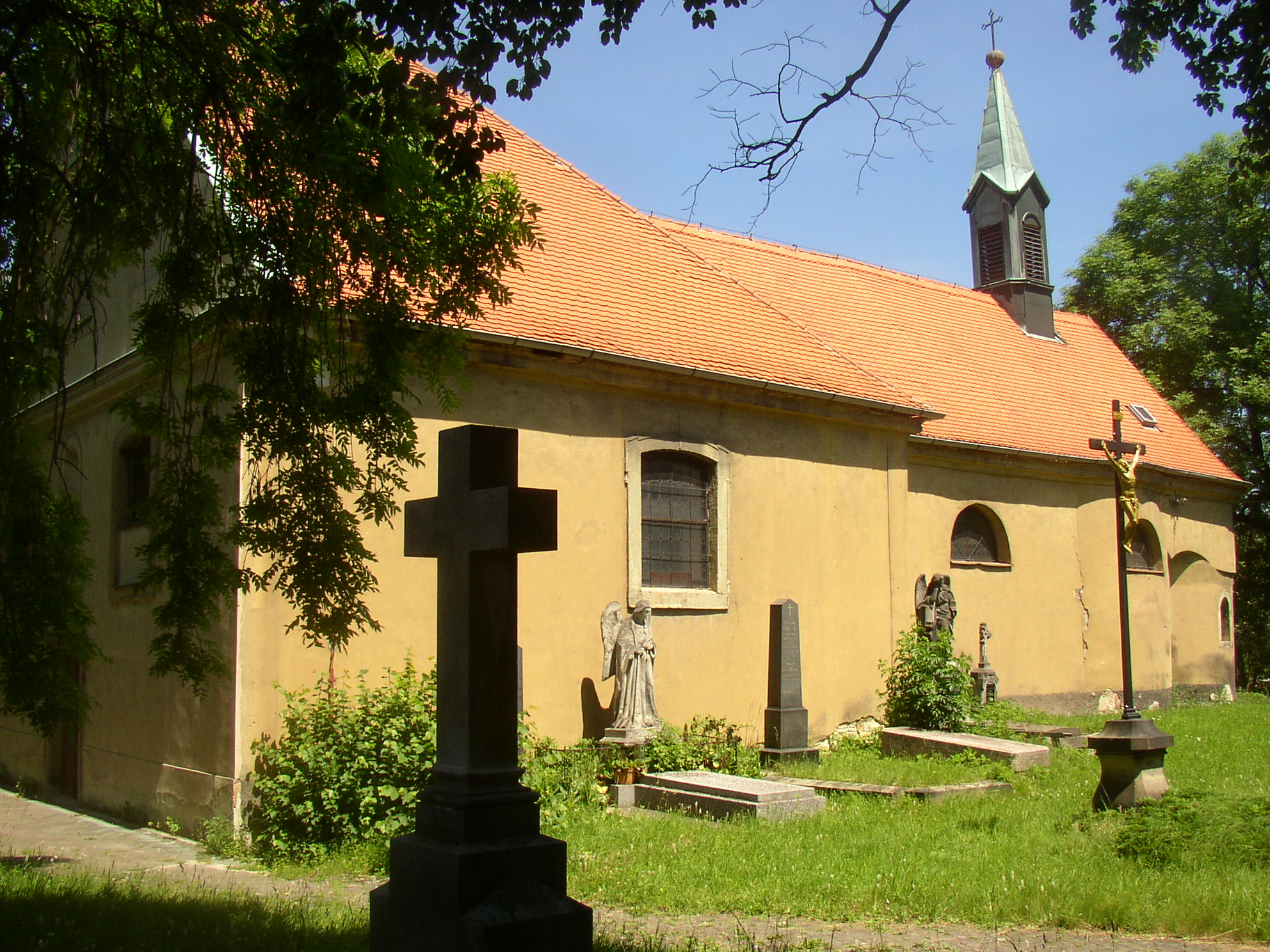
Kostel svatého Mikuláše
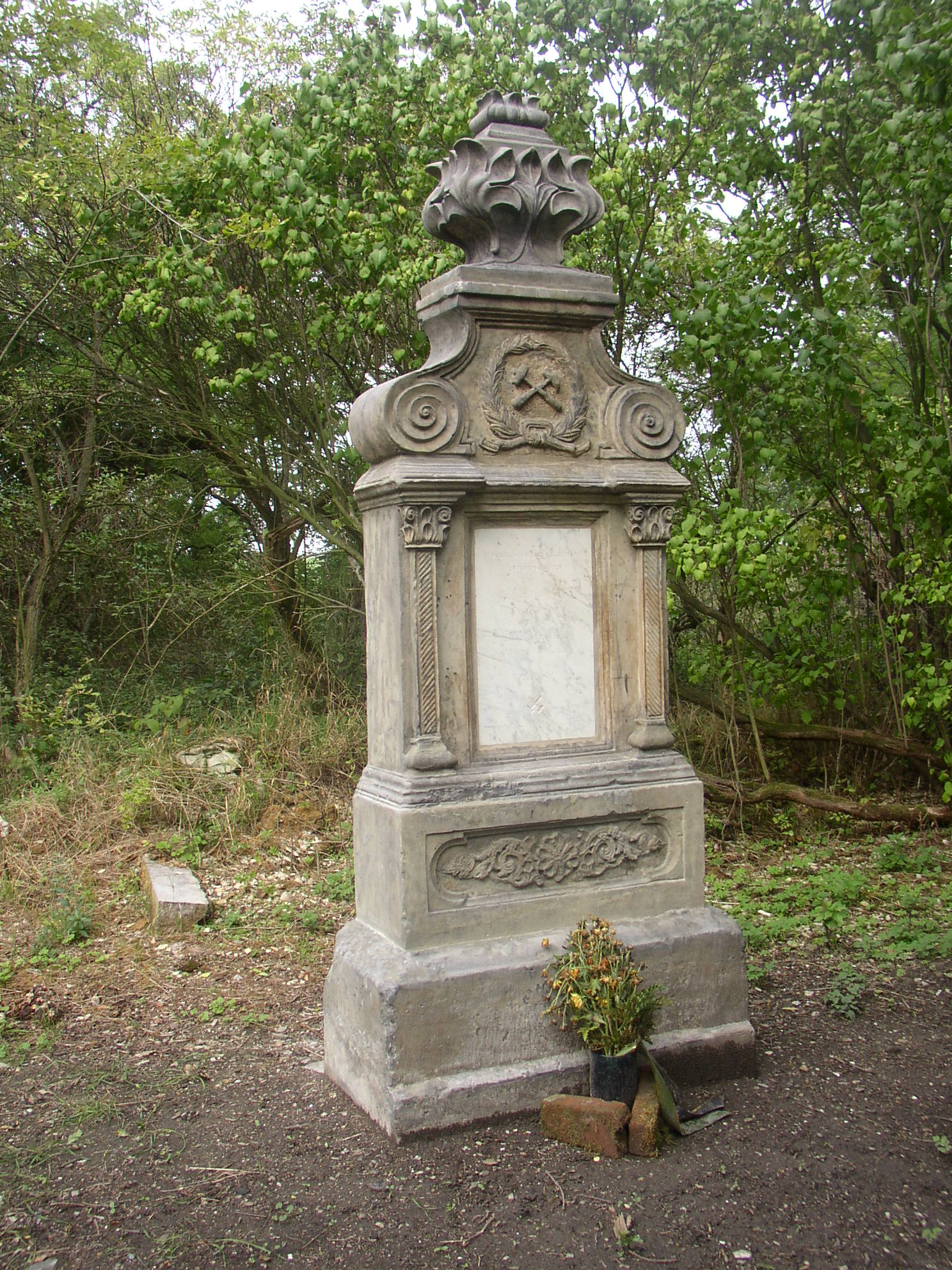
Pomník havířům z jámy Kateřina
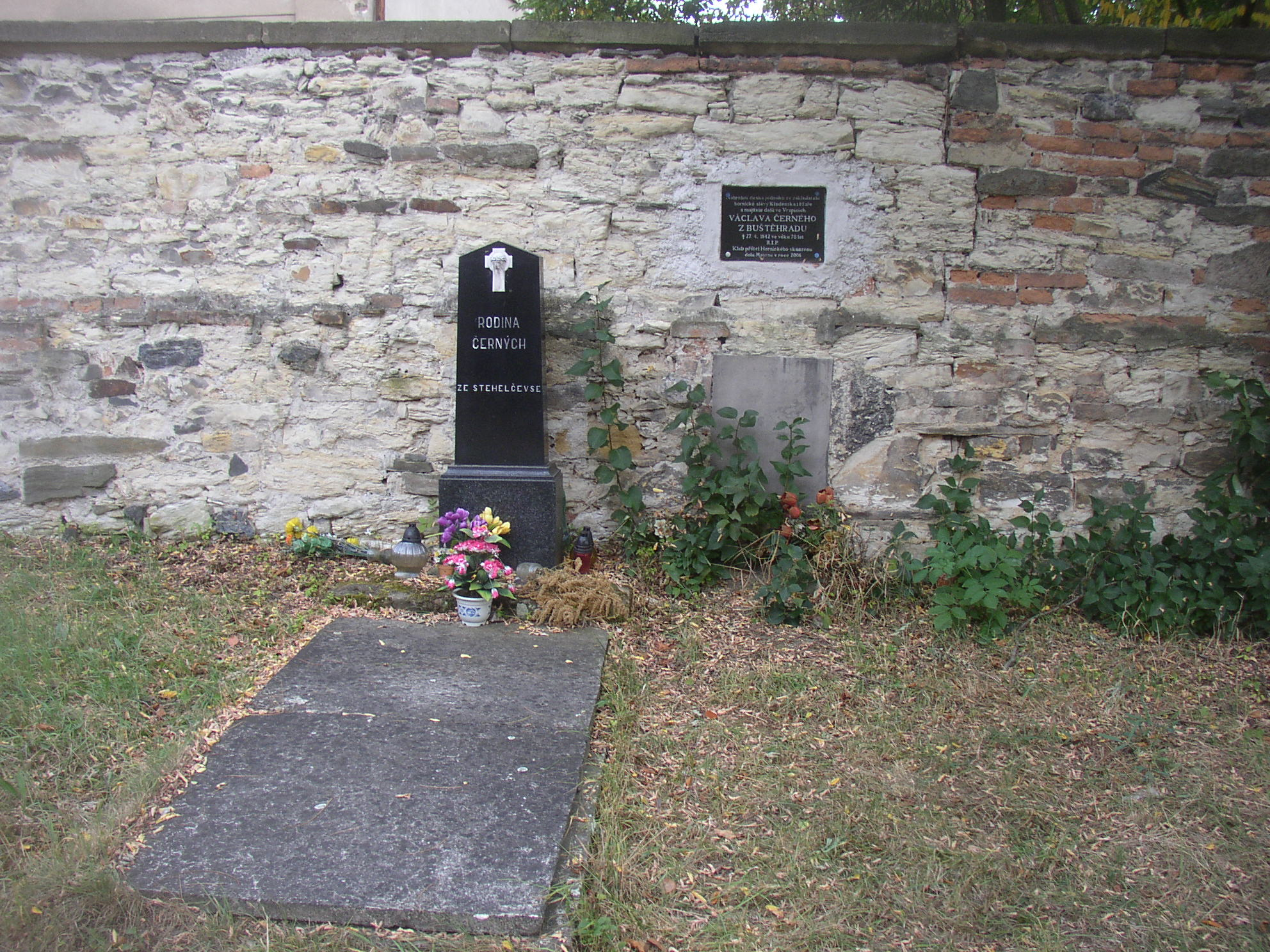
Hrob V. Černého
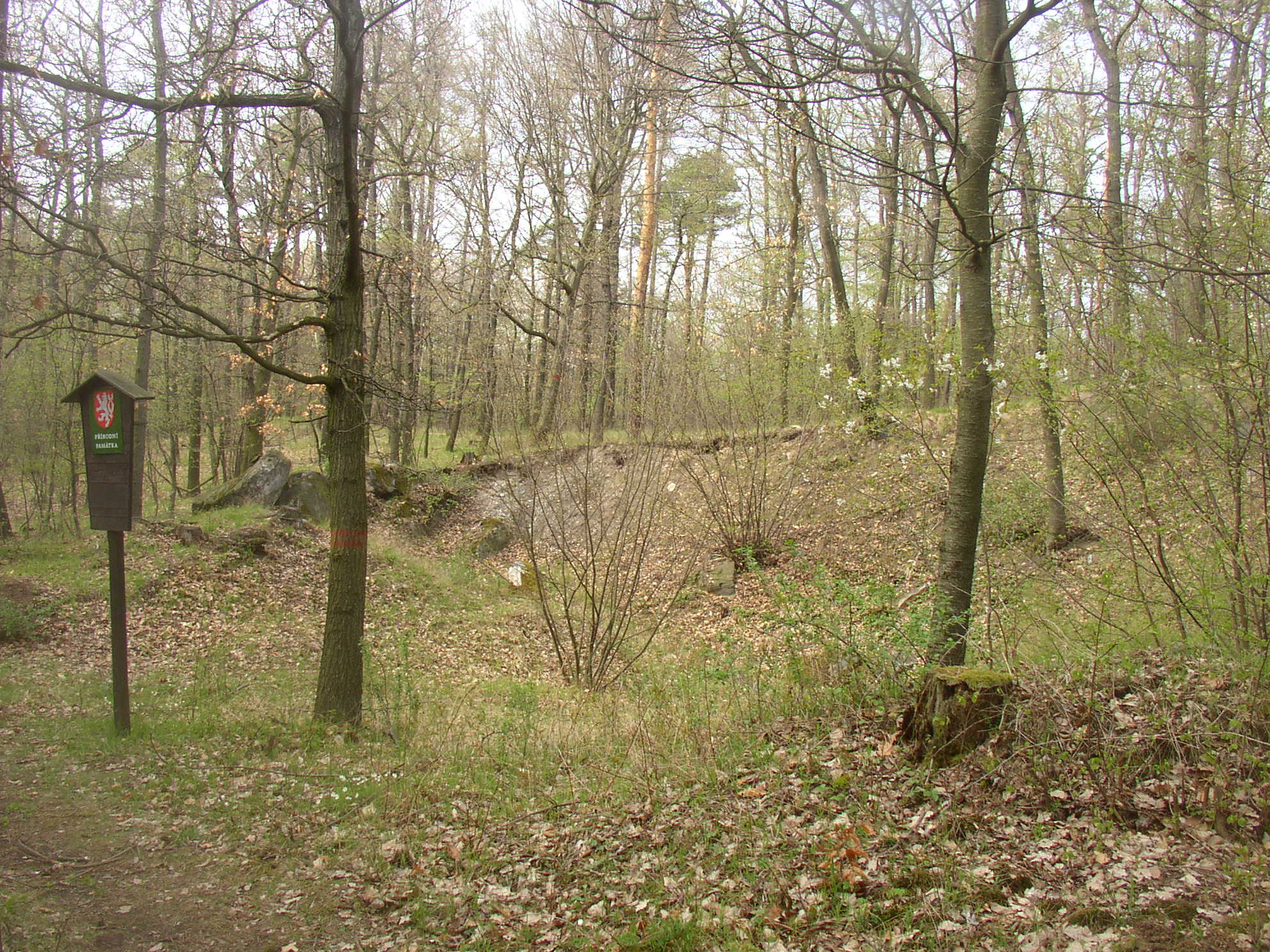
PP Žraločí zuby
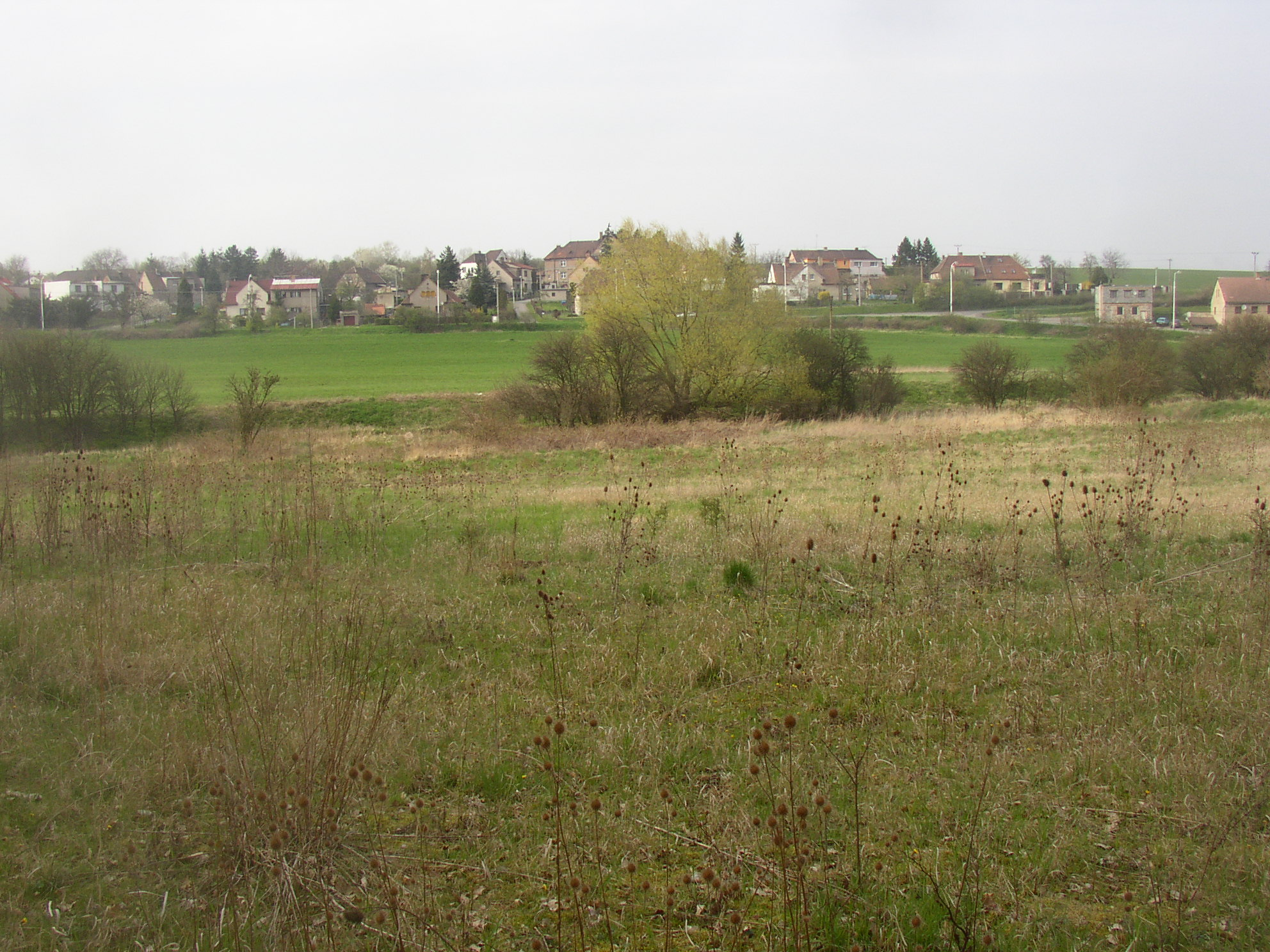
Vrapice od jihu